# Луис Гарсия
Луис Гарсия (на испански: Luis García) е испански футболист, най-известен с изявите си за английския ФК Ливърпул и Атлетико Мадрид.
Гарсия е играл и в Барселона, Реал Валядолид. Бил е и под наем в отборите на Тенерифе и Толедо. През лятото на 2007 г. преминава в Атлетико Мадрид като част от сделката с Фернандо Торес. След това играе 1/2 година в Расинг Сантандер. От август 2010 играе в Панатинайкос. Състезава се за Атлетико Калкута.

## Успехи

### Ливърпул
- 2004/2005 Шампионска лига
- 2004/2005 Супер купа на Европа
- 2005/2006 Купа на Англия

### Атлетико де Колката
- 2014 Индийска Суперлига